# Incorporated (serial)
Incorporated este un serial TV american dramatic științifico-fantastic. A avut premiera la 30 noiembrie 2016, pe Syfy. Înainte de premiera sa oficială, Syfy a lansat online primul episod la 16 noiembrie 2016. Primul sezon s-a încheiat la 25 ianuarie 2017.
La 27 februarie 2017, serialul a fost anulat după un sezon.

## Premisă
Serialul are loc într-un Milwaukee distopic în anul 2074, când mai multe țări au dat faliment din cauza crizelor și a schimbărilor climatice. 
În absența unui guvern eficient, corporații multinaționale puternice, cum ar fi MicroStrategy, au devenit guverne de facto, controlând zone numite Zone Verzi. Teritoriile rămase în afara acestora sunt denumite Zone Roșii, aici guvernarea este slabă sau inexistentă.

## Rezumat
Ben Larson este manager la Spiga Biotech, cea mai mare corporație din lume. Lucrează pentru Elizabeth, mama înstrăinată a soției sale, Laura. În realitate, el este un refugiat climatic⁠(d) din Zona Roșie din afara Milwaukee, al cărui nume real este Aaron. Aaron s-a infiltrat în Zona Verde, asumându-și identitatea lui Ben Larson pentru a-și căuta dragostea din copilărie, Elena, care printr-o serie de circumstanțe nefericite a devenit o prostituată de lux la un bordel exclusiv pentru directori seniori ai Spiga. 
Aaron se hotărăște să ajungă într-o poziție superioară pentru a accesa Arcadia și a o salva. După ce l-a prins pe șeful său Chad că a furat informații clasificate și s-a asigurat de demiterea sa din companie, Aaron se străduiește să obțină promovarea în postul acum vacant și să o salveze pe Elena, totul în timp ce își menține acoperirea sa ca Ben Larson în fața controlului de securitate din ce în ce mai paranoic de la Spiga și a colegilor competitivi. 
Aaron este ajutat de Theo, fratele Elenei, care încă locuiește în Zona Roșie, și Reed, un alt locuitor din Zona Roșie care a reușit să se dea ca o persoană din Zona Verde cu ani înainte ca Aaron să reușească același lucru.

## Distribuție
- Sean Teale⁠(d) ca Ben Larson/Aaron Sloane
- Allison Miller⁠(d) ca Laura Larson, un chirurg estetician și soția lui Ben
- Eddie Ramos ca Theo Marquez
- Julia Ormond ca Elizabeth Krauss, mama Laurei și un director de rang înalt de la Spiga
- Dennis Haysbert ca Julian, șeful securității de la Spiga
- Damon Herriman⁠(d) ca Jonathan Hendrick/Henry Reed, un refugiat climatic care se ascunde în departamentul de resurse umane
- Douglas Nyback ca Roger Caplan
- Denyse Tontz⁠(d) ca Elena Marquez, sora lui Theo, adevărata dragoste a lui Aaron, o prostituată
- Ian Tracey⁠(d) ca Terrence
- Mif⁠(d) ca Wallace
- Martin Roach⁠(d) ca Lionel
- David Hewlett - Chad Peterson

## Episoade
| Nr. | Titlu                     | Regizat de                 | Scris de                                                                   | Data difuzării    | US telespectatori (milioane) |
| --- | ------------------------- | -------------------------- | -------------------------------------------------------------------------- | ----------------- | ---------------------------- |
| 1   | „Vertical Mobility”       | Alex Pastor & David Pastor | Alex Pastor & David Pastor                                                 | 30 noiembrie 2016 | 0.52                         |
| 2   | „Downsizing”              | Jeff Woolnough             | Ted Humphrey                                                               | 7 decembrie 2016  | 0.54                         |
| 3   | „Human Resources”         | Alex Pastor & David Pastor | Alex Pastor & David Pastor                                                 | 14 decembrie 2016 | 0.57                         |
| 4   | „Cost Containment”        | David Grossman             | Chris Downey                                                               | 21 decembrie 2016 | 0.54                         |
| 5   | „Profit and Loss”         | Daniel Stamm               | Poveste de: Mike Batistick Scenariu de: Joshua Hale Fialkov & Aiyana White | 28 decembrie 2016 | 0.46                         |
| 6   | „Sweating the Assets”     | Nick Gomez                 | Allison Moore                                                              | 4 ianuarie 2017   | 0.42                         |
| 7   | „Executables”             | Darnell Martin             | Michael Batistick & Joshua Hale Fialkov                                    | 11 ianuarie 2017  | 0.50                         |
| 8   | „Operational Realignment” | Christoph Schrewe          | Qui Nguyen & Patrick Moss                                                  | 18 ianuarie 2017  | 0.41                         |
| 9   | „Burning Platform”        | David J. Frazee            | Molly Nussbaum & Aiyana White                                              | 25 ianuarie 2017  | 0.55                         |
| 10  | „Golden Parachute”        | Kelly Makin                | Alex Pastor & David Pastor                                                 | 25 ianuarie 2017  | 0.41                         |

## Lansare home-media
La 20 iunie 2017, CBS DVD (distribuit de Paramount) a lansat serialul integral pe DVD în Regiunea 1.

## Difuzare
Serialul a avut premiera la 30 noiembrie 2016, pe Syfy și în Canada pe Showcase.

## Producție
Georgina Haig⁠(d) a jucat rolul principal feminin în episodul pilot, dar a plecat, iar Allison Miller⁠(d) a fost distribuită în locul ei.

## Primire
Serialul are un rating de 75% pe Rotten Tomatoes, consensul critic fiind că: „valorile impresionante de producției, interpretările actoricești solide și viziunea captivantă a unui viitor sumbru depășesc o narațiune previzibilă, cu clișee”.

## Premii și nominalizări
| An   | Premiu          | Categorie             | Nominalizat  | Rezultat     |
| ---- | --------------- | --------------------- | ------------ | ------------ |
| 2017 | Premiile Saturn | Cel mai bun serial SF | Incorporated | Nominalizare |